# ژان-لوئی کست
ژان-لوئی کُست (فرانسوی: Jean-Louis Costes‎؛ زادهٔ ۱۳ مهٔ ۱۹۵۴) موسیقی‌دان نویز، بازیگر، طراح رقص، خواننده، کارگردان فیلم و نویسنده اهل فرانسه است.
از فیلم‌ها یا برنامه‌های تلویزیونی که وی در آن نقش داشته‌است، می‌توان به برگشت‌ناپذیر و بز-موآ اشاره کرد.